# Lijst van voetbalinterlands Australië - Ghana (vrouwen)
Deze lijst van voetbalinterlands is een overzicht van alle officiële voetbalinterlands tussen de nationale vrouwenteams van Australië en Ghana. De landen hebben tot nu toe drie keer tegen elkaar gespeeld.

## Wedstrijden
| № | Plaats     | Datum             | Competitie | Wedstrijd         | Uitslag |
| - | ---------- | ----------------- | ---------- | ----------------- | ------- |
| 1 | Foxborough | 20 juni 1999      | WK 1999    | Australië − Ghana | 1 − 1   |
| 2 | Portland   | 28 september 2003 | WK 2003    | Ghana − Australië | 2 − 1   |
| 3 | Hangzhou   | 12 september 2007 | WK 2007    | Ghana − Australië | 1 − 4   |

## Samenvatting
| Competitie   | Totaal gespeeld | Winst Australië | Gelijk | Winst Ghana | Doelsaldo Australië – Ghana |
| ------------ | --------------- | --------------- | ------ | ----------- | --------------------------- |
| WK-eindronde | 3               | 1               | 1      | 1           | 6 − 4                       |
| Totaal       | 3               | 1               | 1      | 1           | 6 − 4                       |